# Manghenpass
Der Manghenpass (italienisch Passo del Manghen) ist ein 2047 m s.l.m. hoher Gebirgspass in der Provinz Trient, Italien.

## Geographie
Der Übergang liegt in der Lagorai-Kette in den Fleimstaler Alpen und verbindet über zwei Seitentäler das Fleimstal im Norden mit der Valsugana im Süden. An seiner Südseite verläuft das vom Torrente Maso durchflossene Calamento-Tal, das bei Telve in die Valsugana mündet. An der Nordseite liegt das bei Molina di Fiemme in das Fleimstal endende Cadìno-Tal.
Der Pass grenzt den zentralen Bereich der Lagorai-Kette von den beiden westlich des Passes liegenden Untergruppen des Massivs des Monte Croce und den Bergen des Fersentals ab. Etwa 25 Höhenmeter unterhalb der Passhöhe befindet sich auf der Nordseite der kleine Bergsee Lago di Cadinello mit der Manghenhütte. Der Pass liegt im westlichen Bereich des 461,91 km² großen NATURA 2000 Naturschutzgebietes „Lagorai“. Am Passo del Manghen führt der Fernwanderweg Translagorai vorbei.
Der Manghenpass ist über die 39,44 km lange Provinzialstraße SP 31 „del Passo Manghen“ erschlossen, die von Castelnuovo in der Valsugana nach Molina di Fiemme im Fleimstal führt. Die 23,4 km lange Südseite der Passstraße wurde erst 1987 vollständig asphaltiert. Es besteht eine allgemeine Wintersperre von November bis April sowie ein Fahrverbot für LKW und Busse.

## Geschichte
Die Gegend um den See wurde bereits im Mesolithikum begangen, wie Fundstücke aus dieser Zeit unterstreichen. Weitere Spuren aus der Mittelsteinzeit wurden zwischen dem Passo del Manghen und dem westlich davon gelegenen Passo Cadìno oder Passo Manghen Vecio gefunden.
Als der Fürstbischof von Trient, Peter Michael Vigil von Thun und Hohenstein, in der zweiten Hälfte des 18. Jahrhunderts Zölle auf die Holzflößerei auf dem Avisio und auf der Etsch erhob, wurde der Übergang von der Talgemeinde Fleims für den Holztransport vom Fleimstal nach Venedig genutzt. Um den Transport über den Pass zu erleichtern, wurde eine große Winde genutzt – im Dialekt als manghen bezeichnet – nach der der Pass benannt wurde.
Im Ersten Weltkrieg war der Bereich um den Pass von österreichisch-ungarischen Truppen besetzt, während das südlich angrenzende Calamento-Tal von Mitte Juni 1915 bis zur österreichisch-ungarischen Südtiroloffensive im Mai 1916 von der italienischen Armee kontrolliert wurde. Der Übergang wurde vom Regio Esercito nie in größerem Umfang angegriffen. Spuren von österreichisch-ungarischen Schützengräben und Baracken finden sich noch im Bereich der Passhöhe.
Während des Sturmtiefs Vaia im Herbst 2018 wurden am Manghenpass Spitzenwindgeschwindigkeiten von etwa 190 km/h gemessen. Weite Waldflächen im Calamento- und im Cadinò-Tal wurden durch das Sturmtief zerstört.

Die Südrampe des Manghenpasses mit dem Val Calamento.

## Radsport
Die Passstraße weist auf der Nord- und Südrampe auf den letzten Kilometern Steigungen bis zu 15 % auf. Erstmals befahren wurde der Pass beim Giro d’Italia 1976 von der Nordseite. Auf der 20. Etappe von Vigo di Fassa nach Terme di Comano verlor Eddy Merckx auf dem Anstieg durch das Val Cadinò dabei so viel Zeit, dass er sich keine Hoffnungen mehr auf das Rosa Trikot machen konnte. Der Spanier Antonio Prieto vom Team Teka gewann bei der ersten Überfahrt die Bergwertung, fuhr aber mit einem Rückstand von 11:05 min als 29. durch das Ziel in Terme di Comano.  Bei den nachfolgenden Überfahrten wurden Passo del Manghen in Süd-Nord-Richtung überfahren. 1999 war es auf der 19. Etappe Marco Pantani, der als erster Gesamtführender auch die Bergwertung am Manghen für sich entscheiden konnte. Pantani fuhr am Ende der Etappe auf der Bergankunft auf der Alpe di Pampeago auch als Erster über das Ziel. Es sollte sein vorletzter Etappensieg beim Giro sein, da er nach der Ankunft der 20. Etappe in Madonna di Campiglio vom weiteren Rennverlauf ausgeschlossen wurde. Bei der Giro d’Italia 2019 war der Passo del Manghen nach der Streichung des Gaviapasses zugleich die Cima Coppi, die von Fausto Masnada gewonnen wurde.
| Jahr | Etappe     | Bergwertung  | Erster am Gipfel | Auffahrt                |
| ---- | ---------- | ------------ | ---------------- | ----------------------- |
| 1976 | 20. Etappe | GPM          | Antonio Prieto   | Nord (Molina di Fiemme) |
| 1996 | 20. Etappe | 1. Kategorie | Mariano Piccoli  | Süd (Castelnuovo)       |
| 1999 | 19. Etappe | 1. Kategorie | Marco Pantani    | Süd (Castelnuovo)       |
| 2008 | 14. Etappe | 1. Kategorie | Emanuele Sella   | Süd (Castelnuovo)       |
| 2012 | 19. Etappe | 1. Kategorie | Stefano Pirazzi  | Süd (Castelnuovo)       |
| 2019 | 20. Etappe | 1. Kategorie | Fausto Masnada   | Süd (Castelnuovo)       |